# Јекатерина Климова
Јекатерина Александровна Климова (рус. Екатерина Александровна Климова; Москва, 24. јануар 1978) је руска филмска и позоришна глумица и извођач руске романсне музике. Глумила је у више од 50 филмова, а највећи славу донели су јој филмови Ми смо из будућности и Ми смо из будућности 2. Такође популарност је стекла извођењем руске народне романсне песаме За све хвала, добри пријатељу од певачице Елизабете Стјуарт. Играла је на више од 15 различитих позоришних репертоара у Позоришту Руска армија.

## Биографија

### Порекло и образовање
Рођена је 24. јануара 1978. године у Москви. Њена мајка је Светлана Владимировна Климова, домаћица, а њен је био Александар Григоревич Кримов, слободни уметник, коме је 1979. године суђено за ненамерно убиство. Након одслужења казне, вратио се у породицу 1991. године, када је Јекатерина имала 13. година, а преминуо 2010. године. Јекатерина има старију сестру Викторију (рођену 1974). Отац и мајка су Јекатерину и њену сестру васпитали патријахално, у духу православне вере. Јекатеринина прабаба са очеве стране је била ромкиња, од које је она наследила тамнији тен.
Након завршене средње школе, почела је похађати припремне курсеве на Руском државном институту за кинематографију С.А Герасимов.. Дипломирала је 1999. године на Високој позоришној школи М. С Шепкина у класи професора Николаја Николајевича Афонина.

## Каријера
На крају школе, Климову је позвао режисер Борис Морозов у Позориште Руска армија да глуми у представи Отело. Године 2001. за ову улогу добила је награду Кристална ружа Виктора Розова у категорији глумци до 30. година. Учила је сценске говорне и глумачке вештине у дечијој агенцији за манекенство, снимала рекламе и често се оглашавала на радију и на телевизији. Снимила је велики број песама за телевизијске серије Играње игара, Кнегиња Анастасија, Тачка кипљења и за мјузикл Биро среће. Играла је у Позоришту Сергеја Виноградова, а учествовала у доста позоришних комада П. А. Штеина.
Први филмску улогу добија 2001. године, када је глумила Хуану III од Наваре у филму Карена Шахназарова, Отров или светска историја тровања. Прву велику улогу добила је исте године у авантуристичкој криминалној телевизијској серији Играње игара. Касније, Климова је често наступала у филмовима и добила улогу љубавнице, са својим другим супружником, глумцем Игорем Петренком.
Играла је у филмовима Олуја, Антиубица, у серијама Кнегиња Анастасија, Бег и Тачка кипљења. По филмским критичарима, једна од њених најзанимљивијих улога до сада је улога нине Поовлакове у филму Ми из будућности. У том филму Климова је извела романсу За све хвала, добри пријатељу, од певачице Елизабете Стјуарт. Након тога постала је изузетно популарна, а њен глумачки таленат приметили су многи. Поред глуме, има и певачке способности, а након извођења романсе у филму, други музичари су иценили њен глас као мекани, баршунасти и изузетно топли. У 2012. години, под вокалом Климове и музиком Ивана Бурљајева, снимљена је музика за један телевизијски шоу.

## Филмографија
| Улоге Јекатерине Климове |                                       |               |                            |          |
| Година                   | Српски назив                          | Изворни назив | Улога                      | Напомена |
| 2001.                    | Отров или светска историја тровања    |               | Хуана III од Наваре        |          |
| 2001.                    | Времена не бирају                     |               | Ина Гаврушина              |          |
| 2001.                    | Камионџије                            |               | продавачица                |          |
| 2001.                    | Играње игара                          |               | Сиња                       |          |
| 2001.                    | Московско окно                        |               | Раиса                      |          |
| 2001.                    | Не напуштај ме, љубави!               |               | Катерина                   |          |
| 2003.                    | А ујутру су се пробудули              |               | Кет                        |          |
| 2003.                    | Најбољи град на земљи                 |               | Раиса                      |          |
| 2003.                    | Збогом у јуну                         |               | Тања Репникова             |          |
| 2003.                    | Кнегиња Анастасија                    |               | Наталија Репина            |          |
| 2004.                    | Греси очева                           |               | Јекатерина Андросова       |          |
| 2005.                    | Двоје на дрвету, не рачунајући пса    |               | Саша                       |          |
| 2005.                    | Моје чишћење                          |               | Катерина Баринова          |          |
| 2005.                    |                                       |               | Јулија Блохина             |          |
| 2005.                    | Оскар                                 |               | Колет                      |          |
| 2006.                    | Бес у ребру, или Величанствена четири |               | Јуна                       |          |
| 2006.                    |                                       |               | Алина Доронина             |          |
| 2008.                    | Није слућајно                         |               | Ксенија Павловна           |          |
| 2008.                    | Други ветар                           |               | Александра Бахтева         |          |
| 2008.                    | Ми из будућности                      |               | Нина Повлакова             |          |
| 2008.                    | Нежељени ефекат                       |               | Светлана                   |          |
| 2008.                    | Мирни породични живот                 |               | Инеса                      |          |
| 2009.                    | Антиубица                             |               | Катерина                   |          |
| 2010.                    | Тајна љубав                           |               | Татјана                    |          |
| 2010.                    | Ми из будућности 2                    |               | Нина Повлакова             |          |
| 2010.                    | Бег                                   |               | Светлана Генадевна Дунаева |          |
| 2010.                    | Јака слаба жена                       |               | Маша                       |          |
| 2010.                    | Тачка кипљења                         |               | Даша Коршунова             |          |
| 2010.                    | Свако има свој рат                    |               | Настја                     |          |
| 2011.                    | Пролеће у децембру                    |               | Олга                       |          |
| 2011.                    |                                       |               |                            |          |
| 2012.                    | Мач                                   |               | Олга Ковтун                |          |
| 2012..                   | Заштитница                            |               | Марија Комисарова          |          |
| 2012.                    |                                       |               | Оксана                     |          |
| 2012.                    |                                       |               | Вера                       |          |
| 2012.                    | Једном у Ростову                      |               | Лиља                       |          |
| 2012.                    | Бег 2                                 |               | Светлана Генадевна Дунаева |          |
| 2012.                    |                                       |               | Ана Светлова               |          |
| 2012.                    |                                       |               | Евгенија                   |          |
| 2012.                    | Срећна Нова година, мама!             |               | Викторија                  |          |
| 2013.                    |                                       |               | Ана Сергевна               |          |
| 2013.                    |                                       |               | Снежана                    |          |
| 2013.                    | Никада те нећу заборавити             |               | Вера                       |          |
| 2013.                    | Љубав у великом граду 3               |               | Ана                        |          |
| 2014.                    |                                       |               | Ирина Морозова             |          |
| 2014.                    |                                       |               |                            |          |
| 2014.                    | Шампиони                              |               | Борисова мајка             |          |
| 2014.                    | Вучје сунце                           |               | Беата                      |          |
| 2014.                    |                                       |               | Марија Аркадевна Калинина  |          |
| 2014.                    | Срце анђела                           |               | Надежда Петровна           |          |
| 2014.                    |                                       |               | Раиса                      |          |
| 2014.                    |                                       |               | Диана                      |          |
| 2014.                    |                                       |               | Ана Александровна Вирубова |          |
| 2015.                    |                                       |               | Света                      |          |
| 2015.                    |                                       |               | Матилда                    |          |
| 2015.                    |                                       |               | Валентина                  |          |
| 2015.                    |                                       |               | Николаева Олга Олеговна    |          |
| 2015.                    |                                       |               | Светлана Петровна          |          |
| 2016.                    |                                       |               | Љуба                       |          |
| 2016.                    | Ја волим свог мужа                    |               | Олга/Ема                   |          |
| 2017.                    | Шакал                                 |               | Вера Илиничина Томилина    |          |
| 2017.                    |                                       |               | Кристина, адвокат          |          |
| 2017.                    |                                       |               | Јароваја                   |          |